# Кокцеи
Кокцеите (на латински: gens Cocceia) са фамилия от Древен Рим, която произлиза от етруския град Нарни. Най-прочутият от фамилията е император Нерва с когномен Нерва.
Известни от фамилията:
- Гай Кокцей Балб, суфектконсул 39 пр.н.е.
- Марк Кокцей Нерва (консул 36 пр.н.е.), консул 36 пр.н.е., прадядо на император Нерва
- Луций Кокцей Нерва, брат на Марк Кокцей Нерва (консул 36 пр.н.е.) и прачичо император Нерва
- Марк Кокцей Нерва (юрист), суфектконсул 22 г., дядо на император Нерва
- Марк Кокцей Нерва, суфектконсул 40 г., баща на император Нерва.
- Марк Кокцей Нерва, римски император Нерва (96-98)
- Кокцея, сестра на имп. Нерва; съпруга на Луций Салвий Отон Тициан, брат на император Отон
- Луций Салвий Отон Кокцеиан, суфектконсул 82 г.;
- Секст Кокцей Севериан Хонорин, суфектконсул 147 г.
- Секст Кокцей Севериан, проконсул и легат на Африка между 161 и 163 г.
- Секст Кокцей Вибиан, сенатор през 204 г.
- Секст Кокцей Аниций Фауст, проконсул на Африка между 260 и 268 г.
- Луций Кокцей Ауктус, (Auctus), римски архитект на Август, построил Grotta di Cocceio („Кокцей-тунел“) през 37 пр.н.е.[1]